# عملیات ملکه

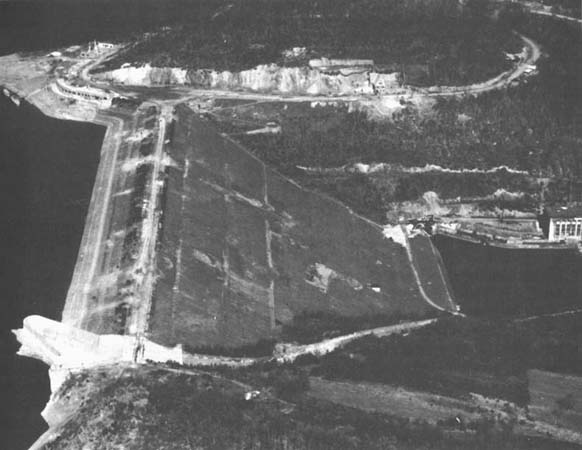
عملیات ملکه

عملیات ملکه (انگلیسی: Operation Queen) نبردی از سری رزم‌های جنگ جهانی دوم بود که به پیروزی ارتش نازی ختم گردید.